# خراردو دیگو
 خراردو دیگو (انگلیسی: Gerardo Diego؛ ۳ اکتبر ۱۸۹۶ – ۸ ژوئیهٔ ۱۹۸۷) یک شاعر اهل اسپانیا بود.
وی همچنین برنده جوایزی همچون جایزه سروانتس شده است.